# Biblioteca Pública de Lund
A Biblioteca Pública de Lund  (em sueco Stadsbiblioteket) é uma biblioteca municipal  localizada na cidade de Lund, na Suécia. 
Foi fundada em 1864, e está instalada desde 1970 num novo edifício na rua Petri kyrkogata, contando com uma área de 5 500 m².

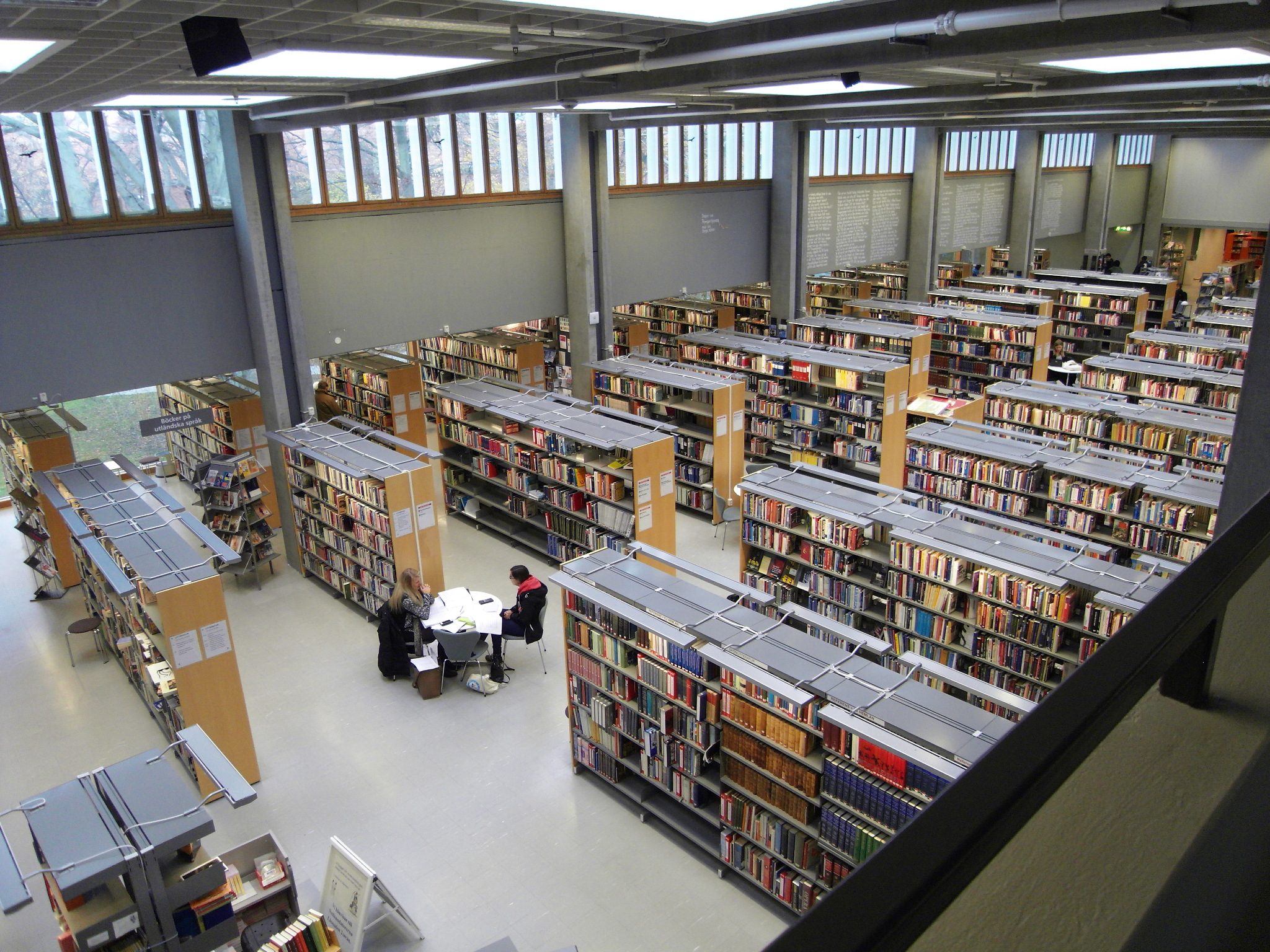
O interior da biblioteca
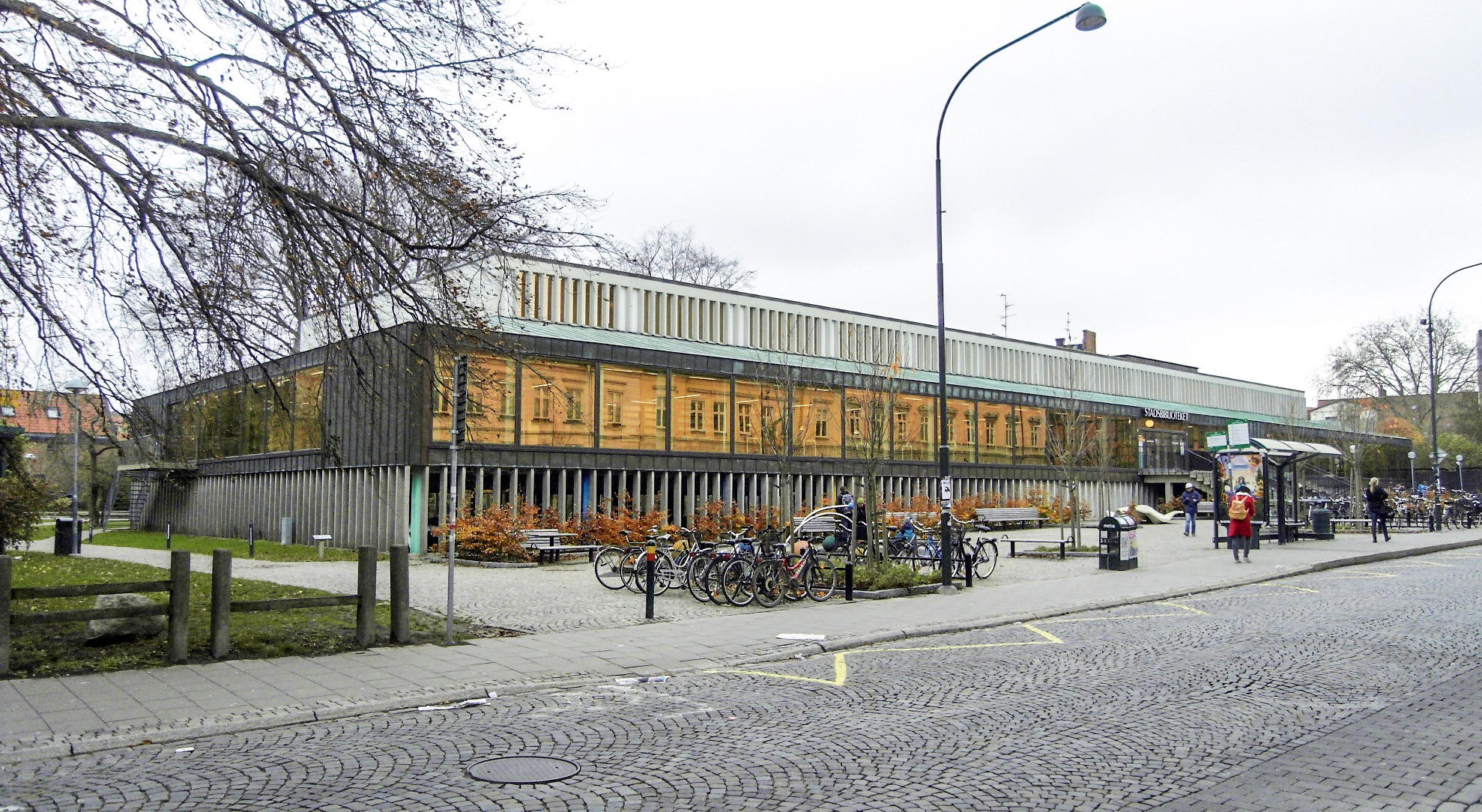
Vista exterior da biblioteca